# Flanders no Inu
«Фландрийский пёс» (яп. フランダースの犬 Фуранда:су но Ину, англ. Dog of Flanders) — первая анимационная адаптация одноименного романа Марии Луизы де ла Раме, писавшей под литературным псевдонимом Уида и первый аниме-сериал в серии «Театр мировых шедевров». Создан в 1975 году и спродюсирован Nippon Animation. В 1997 году вышел одноимённый полнометражный анимационный фильм.
Впервые Dog of Flanders демонстрировался в Японии на канале Fuji TV с 5 января 1975 года и 28 декабря 1975 года. Ключевую анимацию к 15 серии аниме создавал Хаяо Миядзаки.

## Сюжет
Однажды Нелло, бедный мальчик-сирота, находит избитого пса и называет его Патраш. Нелло выхаживает собаку, и с тех пор Нелло и Патраш становятся верными друзьями. Поскольку они очень бедные, а дедушка Жихан стар и болен, единственным заработком является продажа молока в деревне. Нелло изо всех сил помогает дедушке, продавая молоко и работая по хозяйству. Патраш каждый день возит телегу с бидонами молока в город. В то же время управляющий постоянно требует арендную плату за дом, которую им еле-еле удаётся наскрести к сроку.
С Нелло дружит девочка по имени Алоиз, дочь самого состоятельного человека в деревне. Однако отец Алоиз против того, что его дочь водится с нищим и, как он считал, не имеющим будущего мальчиком. Хотя Нелло был неграмотным, он все же был очень талантлив в рисовании. Он мечтал стать художником, но, раз средств на учебу не было, ему оставалось только молиться об удачном стечении обстоятельств. В художественной лавке, где он временами подрабатывает, привозя холсты, ему дают бумагу для рисования, но даже это малое удовольствие вызывает у отца Алоиз недовольство, и он совсем запрещает видеться ей с мальчиком. Нелло, расстроенный, приходит к Антверпенскому кафедральному собору в надежде увидеть картину Рубенса «Воздвижение Креста», которая ранее была ещё не закончена и потому скрыта занавесом, но у него нет денег, чтобы войти.
После дедушка Жихан умирает, и теперь Нелло несёт полную ответственность за оплату жилья и за содержание Патраша. Тетя Нолетт — соседка, которая часто присматривала за Нелло и Жиханом, уезжает вместе с дочерью. Последним шансом для Нелло становится участие в конкурсе детского рисунка в Антверпене. В надежде выиграть первый приз — стипендию 200 франков в год и шанс поступить в Академию художеств, он рисует картину, изображающую дедушку и Патраша. Тем не менее, жюри выбирает кого-то другого. Затем бедного мальчика обвиняют в поджоге, которого он не совершал. После этого никто больше не покупает у него молоко и совсем уже не остается средств на выживание. Но случай! В снегу Патраш находит мешок с золотыми монетами, принадлежащий отцу Алоиз и потерянный им во время сильного бурана. Без колебаний Нелло относит его Алоиз, а сам уходит без гроша в кармане, не получив никакого поощрения. Тем временем начинается пурга. Но выясняется, что Нелло всё-таки выиграл конкурс, и все отправляются его искать. Но Нелло, ослабев и ничего не зная, шёл по улице к Антверпенскому кафедральному собору, где дверь оказалась открытой. Нелло заходит внутрь и садится перед картиной, куда вскоре также приходит Патраш. Они вместе любуются картиной и засыпают. И тут за ними спускаются ангелочки. Алоиз, почувствовав неладное, побежала искать Нелло, и в тот момент, когда ангелы уносят его на небо, она громко кричит его имя.

## Саундтрек
Музыкальные темы к аниме были написаны композиторами Таро Ивасиро и Такэо Ватанабэ. Последний написал музыку к аниме «Мобильный Воин Гандам».